# Коагуляційний некроз
Коагуляційний некроз — це тип випадкової загибелі клітин, зазвичай спричинений ішемією або інфарктом. При коагуляційному некрозі архітектура мертвої тканини зберігається щонайменше кілька днів. Вважається, що внаслідок пошкодження відбувається денатурація структурних білків, а також лізосомних ферментів, що блокує протеоліз клітин. Відсутність лізосомних ферментів дозволяє зберігати морфологію протягом деякого часу. Як і у випадку з більшістю видів некрозу, якщо навколо ураженої ділянки присутня достатня кількість життєздатних клітин, зазвичай відбувається регенерація. Коагуляційний некроз виникає в більшості органів тіла, за винятком головного мозку. З коагуляційним некрозом пов'язані різні стани, включаючи гострий тубулярний некроз та інфаркт міокарда.
Коагуляційний некроз також може бути викликаний локальною дією високої температури, що є бажаним ефектом таких методів лікування пухлин, як високоінтенсивний фокусований ультразвук.

## Причини
Коагуляційний некроз найчастіше викликається станами, які не пов'язані з тяжкою травмою, токсинами або гострою чи хронічною імунною відповіддю. Нестача кисню (гіпоксія) спричиняє загибель клітин в обмеженій ділянці, яка не може бути забезпечена киснем та іншими важливими поживними речовинами. Хоча ішемія в більшості тканин організму спричиняє коагуляційний некроз, у центральній нервовій системі ішемія викликає ліквіфакційний некроз, оскільки в ній дуже мало структурного каркасу.

## Патоморфологія

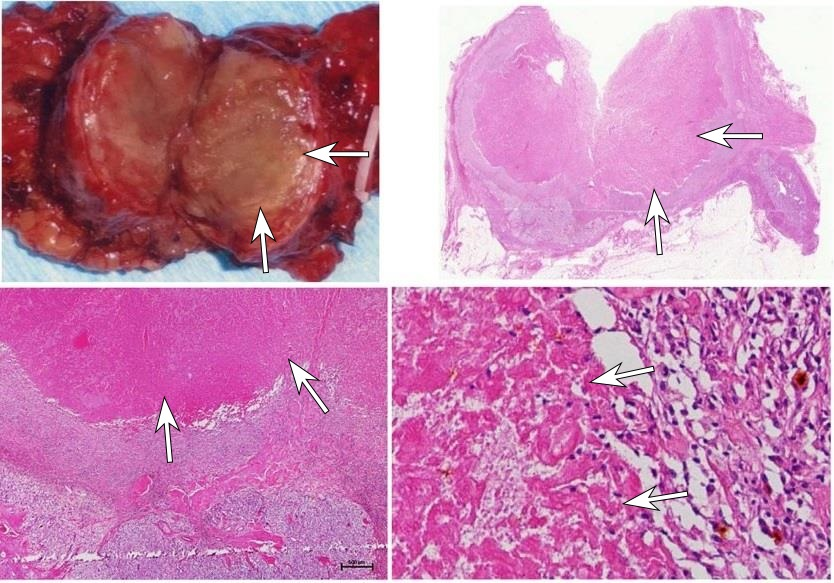
Гістопатологія феохромоцитоми з коагуляційними некрозом, на макропрепараті (згори зліва), при мікроскопії при низькому (згори справа), середньому (внизу зліва) і при великому збільшенні (внизу справа)

### Макроскопічна картина
Макроскопічний вигляд ділянки коагуляційного некрозу являє собою блідий сегмент тканини, що контрастує з навколишньою добре васкуляризованою тканиною та є сухим на поверхні розрізу. Пізніше ця ділянка може почервоніти через запальну реакцію. Навколишні клітини, що вижили, можуть сприяти регенерації ураженої тканини, якщо вони не є стабільними або постійними.

### Мікроскопічна картина
Мікроскопічно при коагулятивному некрозі клітини зберігають свої контури, але не мають ядер. Ядро зникає, а в цитоплазмі спостерігається гіпереозинофілія при фарбуванні гематоксиліном та еозином (Г&Е). Денатурація білків призводить до експозиції гідрофобних ділянок, які зазвичай «приховані» у тривимірній структурі молекул. Це може пояснювати, чому некротичні клітини демонструють підвищену здатність зв'язувати гідрофобний пігмент еозін. Також для коагуляційного некрозу характерна відсутність проміжної зони між некротичними та життєздатними клітинами. Спостерігається миттєвий перехід без наявності грануляційної тканини між ними.

## Використання
Коагуляційний некроз може бути індукований для лікування пухлин. Радіочастотна (РЧ) енергія може бути використана в операціях резекції печінки для створення коагуляційного некрозу. Вона коагулює краї ділянки печінки, що видаляється, допомагаючи зупинити кровотечу, збільшуючи безпеку процедури. Для досягнення коагуляційного некрозу в пухлинній тканині потрібно лише близько 20 хвилин застосування радіочастотного зонда. Крім того, високоінтенсивний сфокусований ультразвук (HIFU) також індукує коагуляційний некроз.

## Регенерація
Оскільки більшість структурних залишків некротичної тканини зберігається, лабільні клітини, розташовані поруч з ураженою тканиною, будуть розмножуватися та замінювати клітини, загиблі під час цього процесу. Лабільні клітини постійно проходять мітоз і тому можуть сприяти відновленню тканини, тоді як сусідні стабільні та постійні клітини (наприклад, нейрони та кардіоміоцити) не проходять мітоз і не здатні замінити уражену тканину. Фібробласти також мігрують в уражену ділянку, відкладаючи волокнисту тканину, що призводить до розвитку фіброзу або рубцювання в тих областях, де життєздатні клітини не розмножуються і не заміщують тканину.